# أندريا بيرتولاتشي
أندريا بيرتولاتشي (بالإيطالية: Andrea Bertolacci) هو لاعب كرة قدم إيطالي من مواليد 11 يناير 1991 بمدينة روما عاصمة إيطاليا، ويلعب في مركز الوسط.
يلعب حالياً مع إيه سي ميلان بعدما انتقل من نادي روما بمبلغ 20 مليون يورو. سبق له اللعب مع نادي ليتشي ونادي روما ونادي جنوى ولعب أيضاً لجميع المراحل السنية لمنتخب إيطالي والمنتخب الإيطالي الوطني.

## الإحصائيات

### الأندية
آخر تحديث قفي 31 مايو 2015 
| النادي       | الموسم       | الدوري | الدوري | الكؤوس المحلية | الكؤوس المحلية | الكؤوس القارية | الكؤوس القارية | أخرى | أخرى | المجموع | المجموع |
| النادي       | الموسم       | لعب    | سجل    | لعب            | سجل            | لعب            | سجل            | لعب  | سجل  | لعب     | سجل     |
| ------------ | ------------ | ------ | ------ | -------------- | -------------- | -------------- | -------------- | ---- | ---- | ------- | ------- |
| نادي ليتشي   | 2009–10      | 6      | 0      | 0              | 0              | –              | –              | –    | –    | 6       | 0       |
| نادي ليتشي   | 2010–11      | 9      | 3      | 1              | 1              | –              | –              | –    | –    | 10      | 4       |
| نادي ليتشي   | 2011–12      | 28     | 3      | 0              | 0              | –              | –              | –    | –    | 28      | 3       |
| نادي ليتشي   | Total        | 43     | 6      | 1              | 1              | 0              | 0              | 0    | 0    | 44      | 7       |
| نادي جنوى    | 2012–13      | 29     | 4      | 0              | 0              | –              | –              | –    | –    | 29      | 4       |
| نادي جنوى    | 2013–14      | 25     | 2      | 1              | 0              | –              | –              | –    | –    | 26      | 2       |
| نادي جنوى    | 2014–15      | 34     | 6      | 1              | 0              | –              | –              | –    | –    | 33      | 6       |
| نادي جنوى    | المجموع      | 98     | 12     | 2              | 0              | 0              | 0              | 0    | 0    | 90      | 12      |
| مجموع مسيرته | مجموع مسيرته | 131    | 18     | 3              | 1              | 0              | 0              | 0    | 0    | 134     | 19      |

### المنتخب
آخر تحديث في 16 يونيو 2015 
| منتخب إيطاليا لكرة القدم | منتخب إيطاليا لكرة القدم | منتخب إيطاليا لكرة القدم |
| السنة                    | لعب                      | سجل                      |
| ------------------------ | ------------------------ | ------------------------ |
| 2014                     | 1                        | 0                        |
| 2015                     | 2                        | 0                        |
| المجموع                  | 3                        | 0                        |

## روابط خارجية
- أندريا بيرتولاتشي على موقع الاتحاد الأوربي (الإنجليزية)
- أندريا بيرتولاتشي على موقع اتحاد تركيا (لاعب) (الإنجليزية)
- أندريا بيرتولاتشي على موقع قاعدة بيانات كرة القدم.إي يو (الإنجليزية)
- أندريا بيرتولاتشي على موقع ناشيونال فوتبول تيمز (الإنجليزية)
- أندريا بيرتولاتشي على موقع Soccerway.com (الإنجليزية)
- أندريا بيرتولاتشي على موقع عالم كرة القدم.نت (الإنجليزية)
- أندريا بيرتولاتشي على موقع AS.com (الإسبانية)